# Omar Jarun
Omar Jarun (ar. عمر جارون, ur. 10 grudnia 1983 w Kuwejcie), piłkarz występujący na pozycji obrońcy i napastnika, reprezentant Palestyny, obecnie wolny agent. Ma obywatelstwo kuwejckie oraz amerykańskie.

## Kariera
Omar Jarun wyjechał z Kuwejtu wraz z rodziną w wieku 8 lat, podczas wojny. Dorastał mieszkając w amerykańskim miasteczku Peachtree City w stanie Georgia. Jako piłkarz występował w drużynach uczelni z Memphis i Dayton.

### Kariera klubowa
Jarun rozpoczął profesjonalną karierę w zespole Fort Wayne Fever, grającym w 2004 roku w USL Premier Development League. W roku 2005 przeniósł się do Chicago Fire Premier, zespołu rezerw Chicago Fire, grającego na tym samym poziomie rozgrywek. Nie odniósł tam sukcesu, jednak kolejny sezon rozpoczął w barwach Atlanty Silverbacks, występującej na drugim poziomie amerykańskich rozgrywek, USL First Division. Będąc podstawowym zawodnikiem zespołu, przyczynił się do jego awansu do fazy play-off w sezonie 2007. Po tym sukcesie opuścił klub i na zasadzie wolnego transferu trafił do kanadyjskiego Vancouver Whitecaps. Po sezonie gry w którym Jarun wystąpił w 24 spotkaniach zaliczając po jednym trafieniu i asyście, klub zdecydował nie przedłużać jego wygasającego kontraktu. 29 stycznia 2009 złożył podpis na dwuletnim kontrakcie z Flotą Świnoujście. W barwach klubu wystąpił w 32 spotkaniach I ligi w których zdobył jednego gola. 8 stycznia 2010 podpisał kontrakt z Pogonią Szczecin, obowiązujący do 30 czerwca 2012 roku. 22 maja 2010 wystąpił w przegranym spotkaniu finałowym o Puchar Polski.
| Sezon         | Klub                 | Mecze | Gole |
| ------------- | -------------------- | ----- | ---- |
| 2004          | Fort Wayne Fever     | 6     | 1    |
| 2005          | Chicago Fire Premier | 2     | 1    |
| 2006          | Atlanta Silverbacks  | 26    | 1    |
| 2007          | Atlanta Silverbacks  | 19    | 0    |
| 2008          | Vancouver Whitecaps  | 24    | 1    |
| 2008-2009 (w) | Flota Świnoujście    | 14    | 0    |
| 2009-2010 (j) | Flota Świnoujście    | 18    | 1    |
| 2009-2010 (w) | Pogoń Szczecin       | 11    | 0    |

### Kariera reprezentacyjna
W roku 2007 zadebiutował w reprezentacji Palestyny, w przegranym 0:4 spotkaniu z Singapurem. Z powodu kłopotów organizacyjnych palestyńskiej federacji piłkarz chciał zrezygnować z dalszych występów w reprezentacji, a chęć powołania go do swojej reprezentacji wyraziła federacja Jordanii. Otrzymał powołanie na turniej towarzyski The West Asian Football Federation Championship, jednak spotkanie rozegrane w reprezentacji Palestyny nie pozwoliło mu na występ w tych rozgrywkach.
Jarun został ponownie powołany do reprezentacji Palestyny w 2010 r. 9 lutego 2011 wystąpił w rozegranym w Dar es Salaam meczu towarzyskim przeciwko Tanzanii.